# Hein Cujé
Heinrich Gerhard (Hein) Cujé (Middelburg, 5 juni 1933 – Goes, 11 augustus 2011) was een Nederlandse atleet die in de jaren vijftig en begin jaren zestig van de 20e eeuw bij de Nederlandse top hoorde op de lange afstanden. Hij nam bovendien eenmaal deel aan de Europese kampioenschappen atletiek.

## Loopbaan

### Geen Olympische Spelen
Cujé, geboren Duitser en tot Nederlander genaturaliseerd in 1957, veroverde diverse Nederlandse titels en brak enkele Nederlandse records. Hij startte zijn atletiekloopbaan als twintigjarige in 1953 bij de Boulevardloop in Vlissingen, na een weddenschap met zijn broer. Hij bleek talentvol, want werd meteen derde. Toen hij in het voorjaar van 1954 tijdens de traditionele Silverrush op het landgoed Duindigt bij Wassenaar lang in het spoor bleek te kunnen blijven van de gedoodverfde winnaar Wim Slijkhuis, die ook inderdaad won, maakte hij voor het eerst naam. Daarna groeide Cujé al snel uit tot nationale topper, mede door zijn grote trainingsijver. In navolging van Emil Zátopek trainde hij elke dag, wat in die tijd nog ongewoon was.
Hij miste echter steeds de Olympische Spelen. De Spelen van 1956 in Melbourne werden door Nederland geboycot. Voor de Spelen van 1960 in Tokio had Cujé zich geplaatst, maar tijdens de 5000 m op de Nederlandse kampioenschappen werd hij door een kogelstootkogel getroffen op zijn borstbeen. De vrouwen waren op het middenterrein aan het instoten dicht bij de loopbaan en een van hen stootte de kogel de loopbaan op. De koploper dook net op tijd opzij, maar Cujé werd getroffen en liep een gescheurd borstbeen op.
Cujé richtte zich daarna op de Olympische Spelen van 1964, maar trainde te veel, kreeg last van een achillespeesblessure en een maagzweer en moest in 1964 op doktersadvies zijn activiteiten tot het uiterste beperken.

### Europese kampioenschappen
Voor het voor Europese atleten op een na belangrijkste atletiektoernooi, de Europese kampioenschappen, kwalificeerde hij zich echter wel. In 1958 nam Cujé op de 5000 en 10.000 m deel aan de EK in Stockholm. In de eraan voorafgaande maanden had hij op beide afstanden zijn klasse voldoende aangetoond, onder meer door in juni in zijn woonplaats Middelburg in een tijd van 14.13,8 twee tiende seconde onder het twaalf jaar oude Nederlandse record van Wim Slijkhuis te blijven, waarna hij op de Nederlandse kampioenschappen in juli de limiet voor Stockholm op de 10.000 m van 30 min. slechtte: hij werd nationaal kampioen in 29.49,2.
In Stockholm kwam Cujé vervolgens eerst op de 10.000 m uit, waarin hij als zeventiende eindigde in 30.09,0. Twee dagen later ging hij van start in zijn serie 5000 m, waarin hij weliswaar als achtste aankwam en was uitgeschakeld voor de finale, maar waarin hij wel tot zijn beste prestatie ooit op deze afstand kwam: 14.12,8, een verbetering van zijn Nederlandse recordprestatie van enkele maanden ervoor. Dat dit niet opnieuw een Nederlands record werd, kwam door landgenoot Joep Delnoye, die in de tussentijd Nederlands beste prestatie ooit op 14.11,0 had gesteld.
Na zijn een jaar eerder opgelopen blessures zag Hein Cujé het niet zitten om terug te vechten en stopte hij in 1965 met atletiek.

### Club
Cujé kwam als atleet uit voor de Middelburgse atletiekvereniging EMM, in later jaren overgegaan in Dynamo. Om in België aan crosses te kunnen deelnemen, kwam hij ook uit voor Amicale Sportive uit Rieme.

## Nederlandse kampioenschappen
| Onderdeel                 | Jaar             |
| ------------------------- | ---------------- |
| 10.000 m                  | 1957, 1958       |
| 3000 m steeplechase       | 1960, 1962, 1963 |
| veldlopen (korte afstand) | 1960, 1961       |
| veldlopen (lange afstand) | 1958, 1961       |

## Persoonlijke records
| Onderdeel           | Prestatie       | Datum            | Plaats     |
| ------------------- | --------------- | ---------------- | ---------- |
| 5000 m              | 14.12,8         | 21 augustus 1958 | Stockholm  |
| 10.000 m            | 29.43,0 (ex-NR) | 30 augustus 1958 | Middelburg |
| 3000 m steeplechase | 9.02,2 (ex-NR)  | 1 september 1963 | Berlijn    |